# Sociedad Astronómica de Alemania
La Sociedad Astronómica de Alemania (en alemán: Astronomische Gesellschaft) es una sociedad astronómica establecida en 1863 en Heidelberg, la segunda sociedad más antigua solo después de la Real Sociedad Astronómica.
En 1882, la Astronomische Gesellschaft fundó el Buró Central para Telegramas Astronómicos en Kiel, donde se situó hasta la Primera Guerra Mundial, para trasladarse después al Observatorio de Østervold en Copenhague, Dinamarca, para ser operado ahí por el Observatorio de la Universidad de Copenhague.
Al inicio del S. xx, la A.G. comenzó a trabajar en el que sería el catálogo estelar más importante de su época, el Astronomische Gesellschaft Katalog (AGK).
La asamblea en Danzig (hoy Gdansk) en agosto de 1929 fue la última hasta una reunión en Gotinga en 1947, cuando reanudó sus actividades como el  Astronomische Gesellschaft in der Britischen Zone.  El consejo editorial posguerra consistió en Albrecht Unsöld como presidente, Otto Heckmann, J. Larink, B. Straßl, Paul ten Bruggencate y Max Beyer como representantes de los amateurs de la sociedad.

## Presidentes
- 1863 Julius Zech
- 1864 Friedrich Argelander
- 1867 Otto Wilhelm von Struve
- 1887 Arthur Auwers[3]
- 1889 Hugo Gyldén
- 1896 Hugo von Seeliger

## Reconocimientos
La sociedad astronómica otorga los siguientes premios y reconocimientos:
- Medalla Karl Schwarzschild
- Presea Ludwig Biermann  (Ludwig-Biermann-Förderpreis)
- Presea Bruno H. Bürgel
- Presea Hans Ludwig Neumann (de:Hans-Ludwig-Neumann-Preis)

El Premio Hanno y Ruth Roelin también es conferido en la reunión anual de la sociedad, pero es administrada por el Instituto Max Planck de Astronomía.